# آپاما دوم
آپامای دوم (انگلیسی: Apama II؛ به یونانی باستان: Ἀπάμα؛ ‏ حدود ۲۹۲ قبل از میلاد – بعد از ۲۴۹ قبل از میلاد) یا آپامه دوم شاهدخت سوری یونانی در دوران امپراتوری سلوکی بود و به‌واسطه ازدواج با ماگاس سیرنه ملکهٔ برقه شد.

## زندگی
آپاما دوم دختر آنتیوخوس یکم پادشاه دوم سلوکی، بود که تبار یونانی-مقدونی و ایرانی داشت و مادرش ستراتونیس سوریه ملکه‌ای از تبار یونانی مقدونی، بود. خواهران و برادران او شامل ستراتونیس (ملکه مقدونی) و آنتیوخوس دوم تئوس (پادشاه سلوکی) می‌شدند. پدربزرگ‌های مادری‌اش دمتریوس اول پادشاه مقدونی و همسرش فیلا و پدربزرگ‌های پدری‌اش سلوکوس یکم نخستین پادشاه سلوکی و همسرش آپاما یکم بودند. نام آپاما از مادربزرگ و خاله پدری‌اش گرفته شده است. آپاما در امپراتوری سلوکی به دنیا آمد و بزرگ شد.

## ملکه برقه
حدود سال ۲۷۵ قبل از میلاد، آپاما با ماگاس سیرنه، پادشاه یونانی سیرنه که پسرخالهٔ سوم او بود، ازدواج کرد. مادر بزرگ‌های آپاما و مگاس از طرف مادر، دختران خاله‌های یکدیگر بودند. پدران مادر بزرگ‌های آنها، برادر هم بودند. آپاما گاهی به نام آرسینوئه نیز شناخته می‌شود. پس از ازدواج با مگاس، احتمال دارد که آپاما نام خود را به آرسینوئه تغییر داده باشد، زیرا این نام بیشتر شناخته‌شده و نامی بطلمیوسی بود. آپاما از طریق ازدواج به دودمان بطلمیوسی مرتبط بود و همچنین خویشاوند دور اوریودیکه مصر و برنیکه یکم از مصر بود که از همسران مختلف بطلمیوس یکم سوتر بودند.
اگرچه ازدواج آپاما با ماگاس سیرنه یک ازدواج سلطنتی بود، اما آنتیوخوس یکم این ازدواج را به عنوان بخشی از اتحاد سیاسی میان خود و ماگاس ترتیب داد تا حمله‌ای به مصر انجام دهند. از طریق ازدواج با ماگاس، آپاما ملکه برقه شد. در برقه یک کتیبه افتخاری به یاد آپاما به عنوان ملکه و همسر ماگاس سیرنه باقی مانده است.
پس از سال ۲۷۰ قبل از میلاد، آپاما دختری به نام برنیکه دوم برای ماگاسبه دنیا آورد که تنها فرزند شناخته‌شده آنها بود. در سال ۲۵۰ قبل از میلاد، ماگاس و آپاما بِرنیکه دوم را به پسرخاله‌اش، بطلمیوس سوم اورژتس، پادشاه دودمان بطلمیوسی نامزد کردند. پدر مگاس و پدر پتولمایوس سوم از سوی مادر، برادر ناتنی بودند.

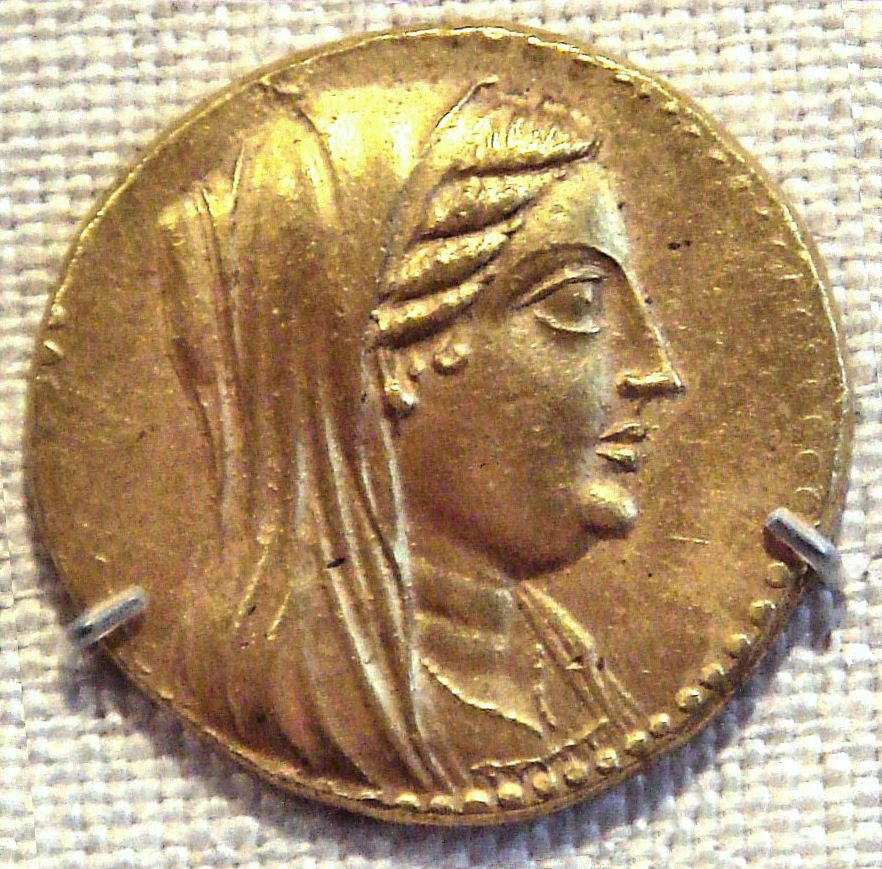
برنیکه دوم، دختر آپاما دوم، روی سکه‌ای از انگشتر بطلمیوس سوم اورژتس.

## سلطنت دختر
در حدود سال ۲۵۰ یا ۲۴۹ قبل از میلاد، ماگاس سیرنه درگذشت. آپاما بیوه شد و به عنوان مادر وارث برقه، دخترش بِرنیکه، به قدرت رسید. برای حفاظت از برقه در برابر دودمان بطلمیوسی، آپاما عموی مادری خود، دمتریوس عادل، شاهزاده یونانی مقدونی را به سیرنائیکا فراخواند. آپاما به دمتریوس پیشنهاد داد که دخترش را به همسری بگیرد و در عوض او پادشاه شود. دمتریوس با درخواست خواهرزاده‌اش موافقت کرد و با دختر او ازدواج کرد. زمانی که دمتریوس پادشاه شد، هیچ مخالفتی در مسیر سلطنت او وجود نداشت، اما او به قدری جاه‌طلب شد که کارش به بی‌پروایی رسید.
مدتی پس از ازدواج دمتریوس با دختر بزرگ‌خواهرش، آپاما و دمتریوس عاشق هم شدند. بِرنیکه از رابطه مادرش با شوهرش دچار حسادت شد و با هر دوی آنها سخت دعوا کرد و شورشی علیه دمتریوس به راه انداخت که منجر به مرگ دمتریوس در آغوش آپاما شد. در شعری موسوم به کُما برنیکه که توسط شاعر یونانی کالیماخوس نوشته شده (که اصل آن امروزه در دسترس نیست، اما در ترجمه یا بازنویسی لاتین توسط کاتولوس شناخته شده است)، به نظر می‌رسد به قتل دیمیتریوس توسط حامیان برنیکه اشاره دارد: «بگذار یادآوری کنم که چطور حتی به عنوان یک دختر جوان شجاع بودی: آیا فراموش کرده‌ای آن کار شجاعانه‌ای که باعث شد ازدواج سلطنتی را به دست آوری؟»
پس از مرگ دمتریوس، برقه به امپراتوری بطلمیوسی ملحق شد. بِرنیکه دوم برقه را ترک کرد و به مصر سفر کرد و با پسرخاله‌اش پتولمایوس سوم ازدواج کرد و از این طریق ملکه مصر باستان شد. سرنوشت نهایی آپاما مشخص نیست، اما احتمالاً همراه با بِرنیکه دوم به اسکندریه رفت و در نهایت در آنجا با دخترش و خانواده‌اش اقامت گزید.